# Oecanthus dulcisonans
Oecanthus dulcisonans è una specie di grillo diffuso ampiamente ma sparsamente nel bacino del Mediterraneo e nel Medio Oriente.

## Descrizione
I maschi adulti crescono fino a 14–16 millimetri (0,55–0,63 in), mentre le femmine raggiungono i 15–17 millimetri (0,59–0,67 in). Il colore d'assieme è giallastro. Le ali anteriori coprono interamente l'addome, le ali posteriori sono decisamente più lunghe. Può essere distinto da O. pellucens per le maggiori dimensioni, per la differente forma della piastra sternale, e per i genitali maschili. Le differenze morfologiche sono state investigate da Cordero et Al.
Il canto che gli dà il nome scientifico è tra le caratteristiche più utili per distinguere O. dulcisonans da O. pellucens: il forte e melodioso trillo del primo è continuo, a differenza dai trilli uguali e separati, di 0,5sec - 1sec emessi da O. pellucens. Inoltre, la frequenza di picco di O. dulcisonans è leggermente superiore. Entrambe le specie sono difficili da localizzare a orecchio nudo: l'insetto può variare l'elevazione delle tegmine, rendendo difficile identificare la provenienza del suono, riverberato dalle erbe alte o dalle canne.

## Distribuzione e habitat
La specie può essere trovata in varie regioni della costa Tirrenica italiana, come anche in Sardegna e in Sicilia. O. dulcisonans è stato originariamente identificato in Arabia Saudita ed è presente anche nelle Isole Canarie..
Nell'area Mediterranea, il suo areale si sovrappone a quello del cogenerico O. pellucens. Secondo alcuni studi, O. dulcisonans canta preferenzialmente dagli alberi mentre O. pellucens sembra preferire le erbe alte, come la vegetazione lungo le rive dei piccoli corsi d'acqua.
Questa specie termofila ed eliofila non è particolarmente esigente, e si può trovare sia in ambienti umidi, sia in ambienti xerici.

## Biologia
O. dulcisonans è onnivoro ma prevalentemente zoofago, ed è più attivo alla notte. Gli adulti appaiono a luglio-agosto e il loro canto può essere udito fino all'inizio dell'autunno. Le uova sono deposte nello stelo di diverse piante erbacee.
La sua forma e colore rendono la cattura difficile, ma può essere attratto alle luci artificiali.
La distribuzione di questa specie è probabilmente sottostimata, a causa della sua elusività e della somiglianza con O. pellucens.

## Galleria d'immagini

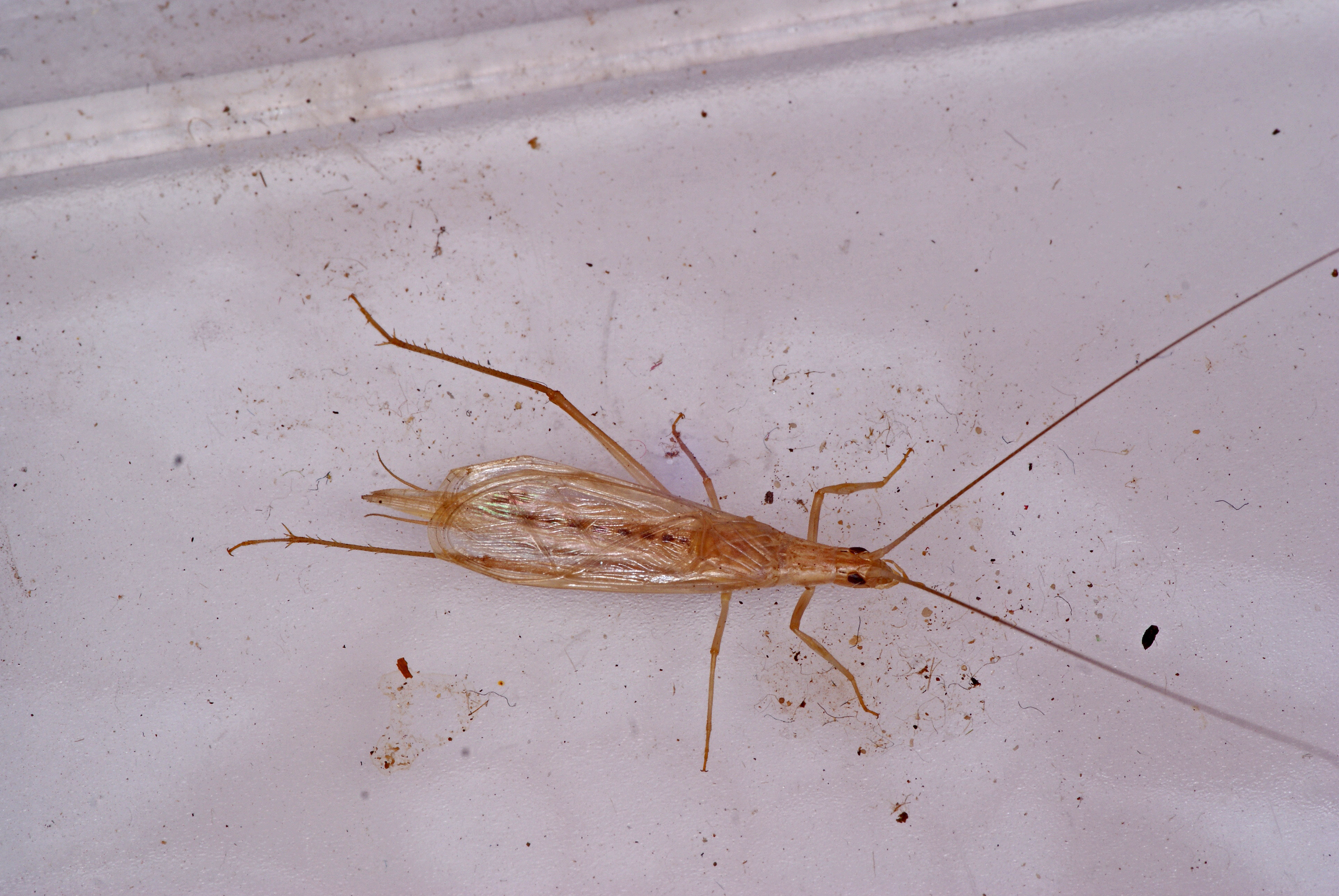
Un esemplare raccolto a Fluminimaggiore, Sardegna il 17 Agosto 2013